# Filosofía sagaz y anatomía de ingenios

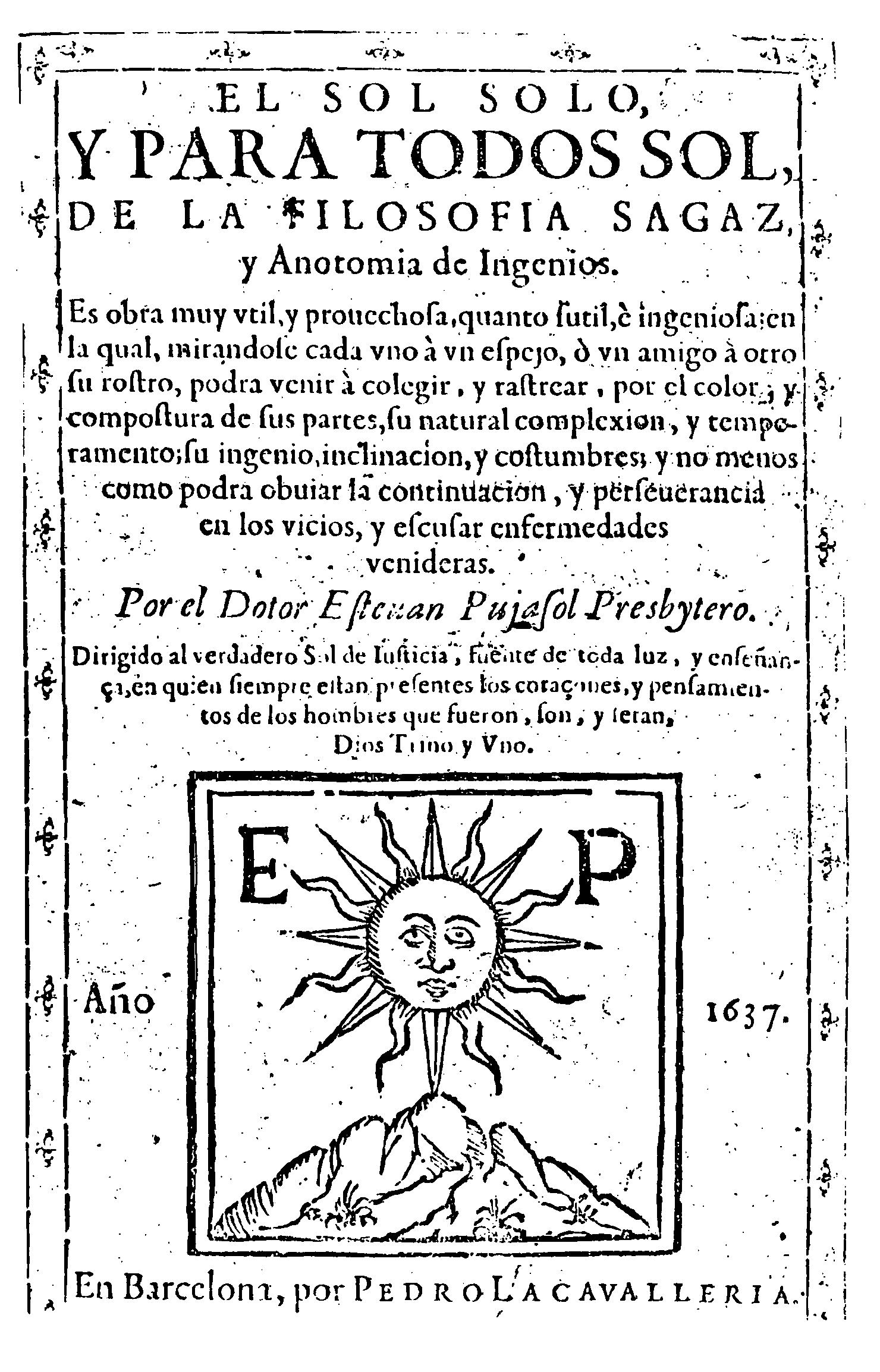
Portada de Filosofía sagaz y anatomía de ingenios de 1637.

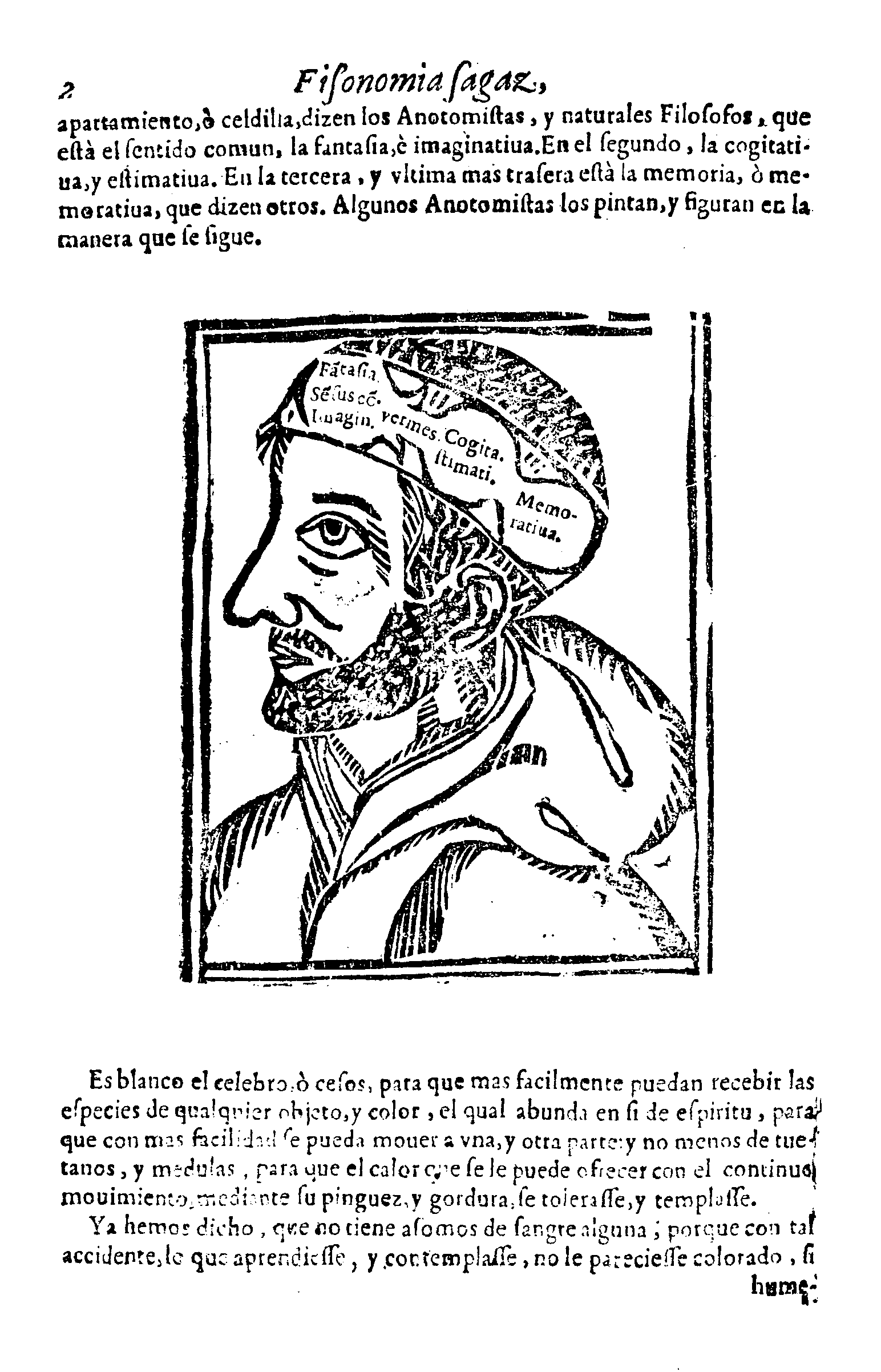
Página representando algunas de las funciones del cerebro.

Filosofía sagaz y anatomía de ingenios es una obra escrita por Esteban de Pujasol, presbítero, astrónomo y psicólogo español del siglo XVII, nacido en Fraga.
El sol solo y para todos sol, de la filosofía sagaz y anatomía de ingenios, más conocida como Filosofía sagaz y anatomía de ingenios, fue publicado en Barcelona en 1637. El título continúa Dirigido al verdadero Sol de Justicia, fuente de toda luz, y enseñanza, en quien siempre están presentes los corazones, y pensamientos de los hombres que fueron, son, y serán, Dios Trino, y Uno. La intención de esta obra, según continúa, es, mirando el rostro, «venir a colegir y rastrear, por el color y compostura de sus partes su natural complexión y temperamento; su ingenio, inclinación y costumbres, y no menos cómo podrá obviar la continuación y perseverancia de los vicios y excusar enfermedades venideras». La obra está dividida en cuatro libros.
José Rodríguez Carracido considera a Pujasol como heredero de Juan Huarte de San Juan y su Examen de ingenios, dentro de la teoría española del ingenio, pero niega que el aragonés plagiara a Huarte, como algunos autores afirman, por ejemplo el historiador de la medicina decimonónico Antonio Hernández Morejón. Al igual que Huarte, Pujasol informa de que el origen de sus ideas está en la siguiente frase de Aristóteles:

por efecto natural de cada uno se puede argüir la causa de él, y así mismo por la causa de él se conoce y argüye el efecto; porque la causa y el efecto in actu simul et non sunt; esto es, que están y no están juntos.

En el primer libro, tomando las definiciones de las Etimologías de San Isidoro, Pujasol describe en 15 capítulos la anatomía humana con mucho detalle. Distingue y clasifica cabellos, ojos, nariz y lengua, así como brazos manos y pies, explicando los «notables», lo que es lo mismo que su significado psicológico.
En el resto de la obra describe una síntesis del cuerpo humano, «las partes se ayunten a su todo, y no se quede sin discurrir lo más, pues se ha dicho lo menos». Además incluye la teoría de los humores y del temperamento, terminando con un «Tratado que resume y epiloga la intención de todo lo dicho con dos manuales ejemplos tomados de los retratos y figuras que se siguen.»
Pujasol puede considerarse precursor de la ciencia fisonómica y al parecer fue leído por Johann Caspar Lavater, constituyendo un precedente importante de las tipologías de Ernst Kretschmer y Willian Herbert Sheldon. También se le ha atribuido algún influjo en las teorías de la psicología criminalista contemporánea.